# Arhopala binghami
Arhopala binghami är en fjärilsart som beskrevs av Corbet 1946. Arhopala binghami ingår i släktet Arhopala och familjen juvelvingar. Inga underarter finns listade i Catalogue of Life.